# Bukówka (województwo pomorskie)
Bukówka (kaszb. Bùkówka lub Niemiecka Bùkôwa, niem. Deutsch Buckow) – osada w Polsce położona w województwie pomorskim, w powiecie słupskim, w gminie Redzikowo. Leży 10 km od centrum Słupska drogą wojewódzką nr 213 – a następnie ul. Kaszubską w Słupsku. We wsi znajduje się zrujnowany pałac z XIX w.

## Nazwa
Współczesna nazwa jest tzw. chrztem nazewniczym i ma charakter pseudotopograficzny-relacyjny. Powstała przez dodanie do nazwy miejscowej Bukowa formantu zdrabniającego -k-. Pierwotna nazwa niemiecka Deutsch Buckow składa się z dwóch członów: przymiotnika Deutsch „niemiecki”, dodanego dla odróżnienia od miejscowości Wendisch Buckow „Bukowa”, oraz słowiańskiej nazwy topograficznej Buckow, powstałej przez dodanie formantu -ow- do nazwy pospolitej buk.  W latach 1938–1945 miejscowość nosiła nazwę Bukau z usuniętym wyróżnikiem oraz podmianą słowiańskiego formantu -ow na germański -au.
Rada Języka Kaszubskiego proponuje opartą na polskiej kaszubską formę nazwy Bùkówka.

## Historia
- XIX w.- budowa pałacu przez ród von Puttmakerów[potrzebny przypis]
- 1932 – informacja o funkcjonowaniu tu szkoły
- lata 40. – powstanie PGR w Bukówce
- lata 50. – powstanie Ośrodka Doświadczalnego Roślin Włóknistych (specjalność: len, konopie siewne)
- 1975–1998 – miejscowość administracyjnie należała do województwa słupskiego

lata 80-90 klub piłkarski Axis Bukówka

## Infrastruktura
Pomorska Stacja Doświadczalna spółka z o.o. – uprawa ziemniaków czerwonych i żółtych oraz uprawa zbóż i roślin
oleistych.
Ochotnicza Straż Pożarna.
Najbliższa stacja kolejowa: Jezierzyce Słupskie.